# Hermosita
Hermosita Gosliner & Behrens, 1986 è un genere di molluschi nudibranchi della famiglia Facelinidae.

## Tassonomia
Il genere comprende due specie:
- Hermosita hakunamatata (Ortea, Caballer, & Espinosa, 2003)
- Hermosita sangria Gosliner & Behrens, 1986